# Eugenia sclerocalyx
Eugenia sclerocalyx är en myrtenväxtart som beskrevs av Carlos Maria Diego Enrique Legrand. Eugenia sclerocalyx ingår i släktet Eugenia och familjen myrtenväxter. Inga underarter finns listade i Catalogue of Life.